# Zatmění Slunce 4. ledna 2011

Animace zatmění Slunce 4. ledna 2011

Dne 4. ledna 2011 nastalo částečné zatmění Slunce. Zatmění Slunce je astronomický jev, během nějž Měsíc projde mezi Zemí a Sluncem, takže zcela nebo částečně zastíní část zemského povrchu. Částečné zatmění Slunce nastává tehdy, když střed měsíčního stínu mine Zemi.

## Průběh zatmění
Jako první měli možnost částečné zatmění spatřit v severním Alžírsku, na které měsíční stín (penumbra) dopadl v 6:40 UTC. Postupně bylo viditelné z téměř celé Evropy (kromě nejzazšího severu, kde panovala polární noc) a větší části severozápadní Asie krátce po východu Slunce a skončilo se západem Slunce ve střední Asii přibližně v 11:01 UTC. Okraj měsíčního stínu zasáhl také celou severní Afriku a Blízký východ.

## Pozorování

### Z České republiky

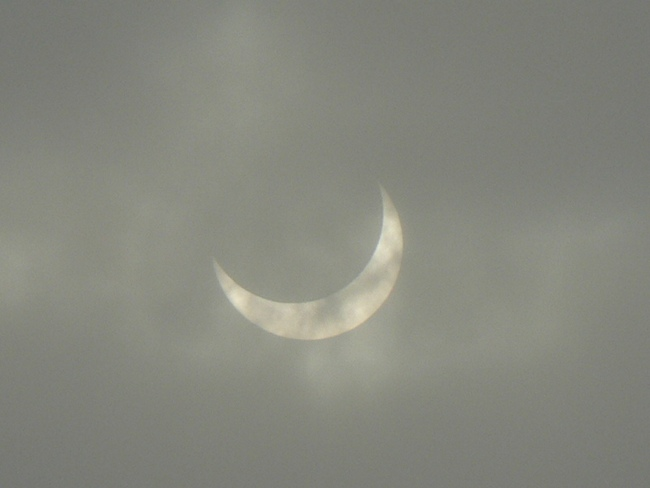
Z Petrova nad Desnou v 8:41 UTC

V Česku bylo zatmění viditelné po východu Slunce krátce po 8. hodině SEČ a vrcholilo kolem 9. hodiny a 25. minuty SEČ (8:25 UTC) ve výšce asi 9° nad obzorem, kdy Měsíc zakrýval téměř 80 % slunečního kotouče. V této fázi byla zakryta horní část slunečního disku, který tak nabyl podoby ležícího srpku. Pozorování však na mnoha místech (například v Liberci, Pardubicích, Přerově či Frenštátě pod Radhoštěm) ztížila nebo zcela zhatila zatažená obloha.
Konec zatmění nad českým územím nastal před 11. hodinou SEČ.

### Ze Švédska
Celkové maximum zatmění nastalo v 8:51 UTC v severním Švédsku na pobřeží Botnického zálivu, kde Měsíc zakryl 85,8 % plochy Slunce viděné ze Země. V té době se osa kužele měsíční penumbry pohybovala pouze 510 km nad zemským povrchem.

### Z Ománu
Ze severní části Ománu (jedné z nejjižnějších oblastí, kde bylo zatmění ještě sledovatelné) bylo možné během zatmění zachytit přelet Mezinárodní vesmírné stanice přes sluneční kotouč. ISS přes něj přeletěla v 9:09 UTC ve vzdálenosti 510 km rychlostí 7,8 km/s. Přelet trval pouhých 0,86 sekundy. Zachytit stanici na slunečním disku se podařilo např. francouzskému amatérskému astrofotografovi Thierry Legaultovi v Maskatu. Ve vrcholné fázi zatmění zde Měsíc zakryl přibližně 20 % slunečního disku.

## Předchozí a následující zatmění
Předchozí zatmění se odehrálo 11. července 2010 v jižním Pacifiku. Předchozí zatmění pozorovatelné z území České republiky (jako částečné) nastalo 1. srpna 2008.
Částečné zatmění ze 4. ledna 2011 bylo první ze čtyř částečných zatmění toho roku. Další následovala 1. června, 1. července a 25. listopadu. Nejbližší zatmění viditelné z České republiky bude částečné zatmění 20. března 2015 (z Faerských ostrovů a Špicberk pozorovatelné jako úplné).

## Galerie

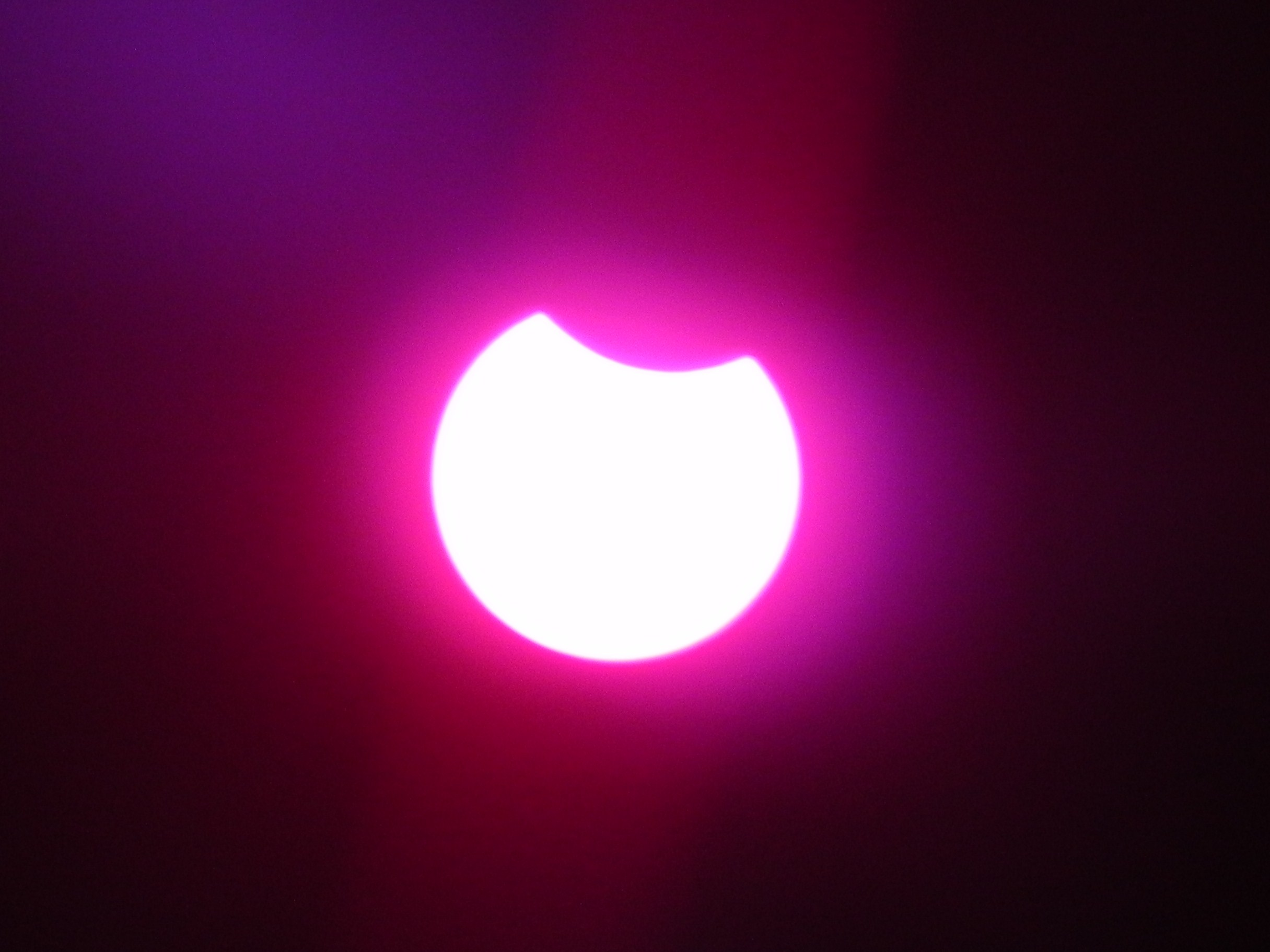
Ze Saná v Jemenu v 11:47
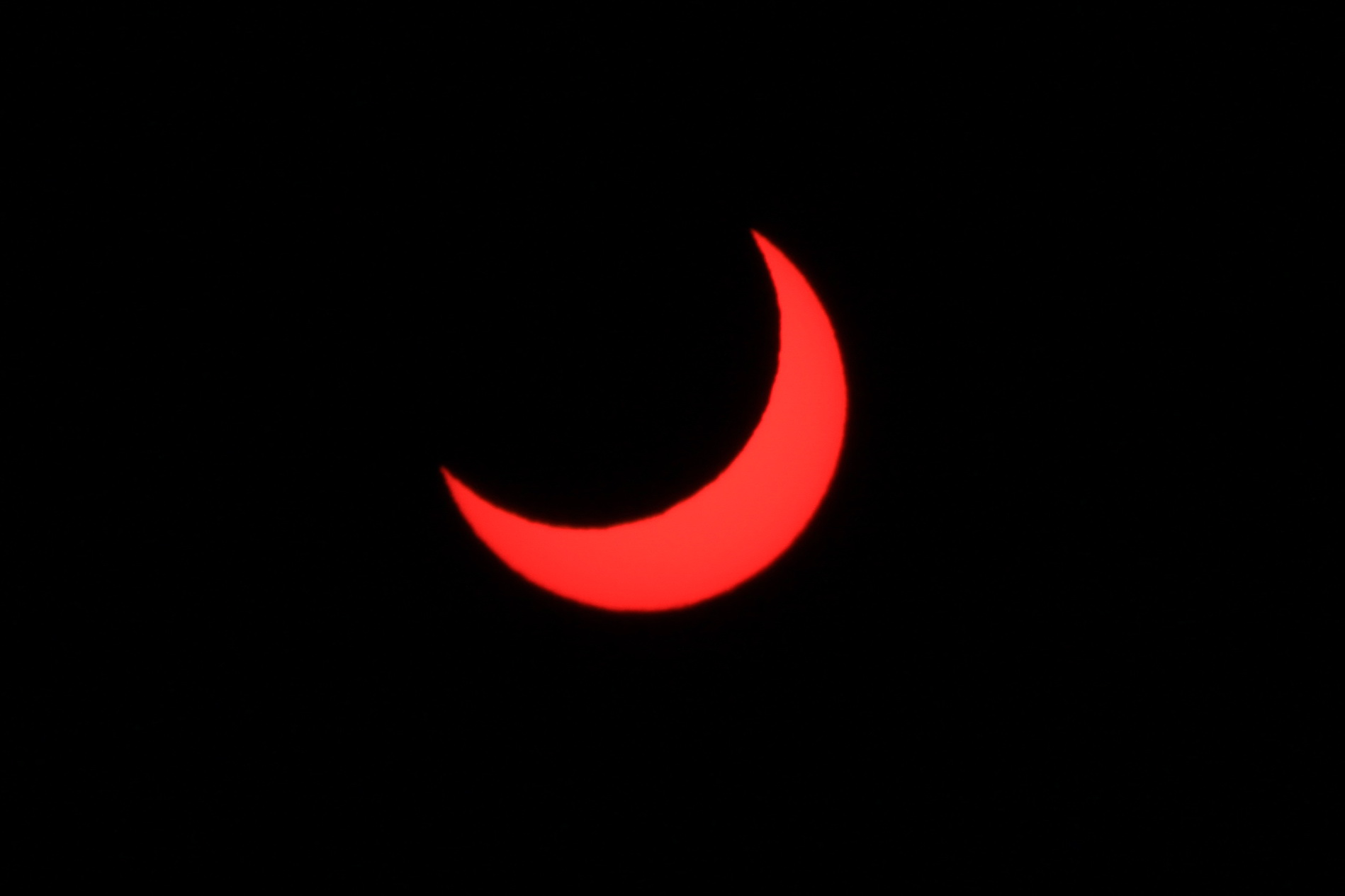
Z Bratislavy na Slovensku v 8:43 UTC
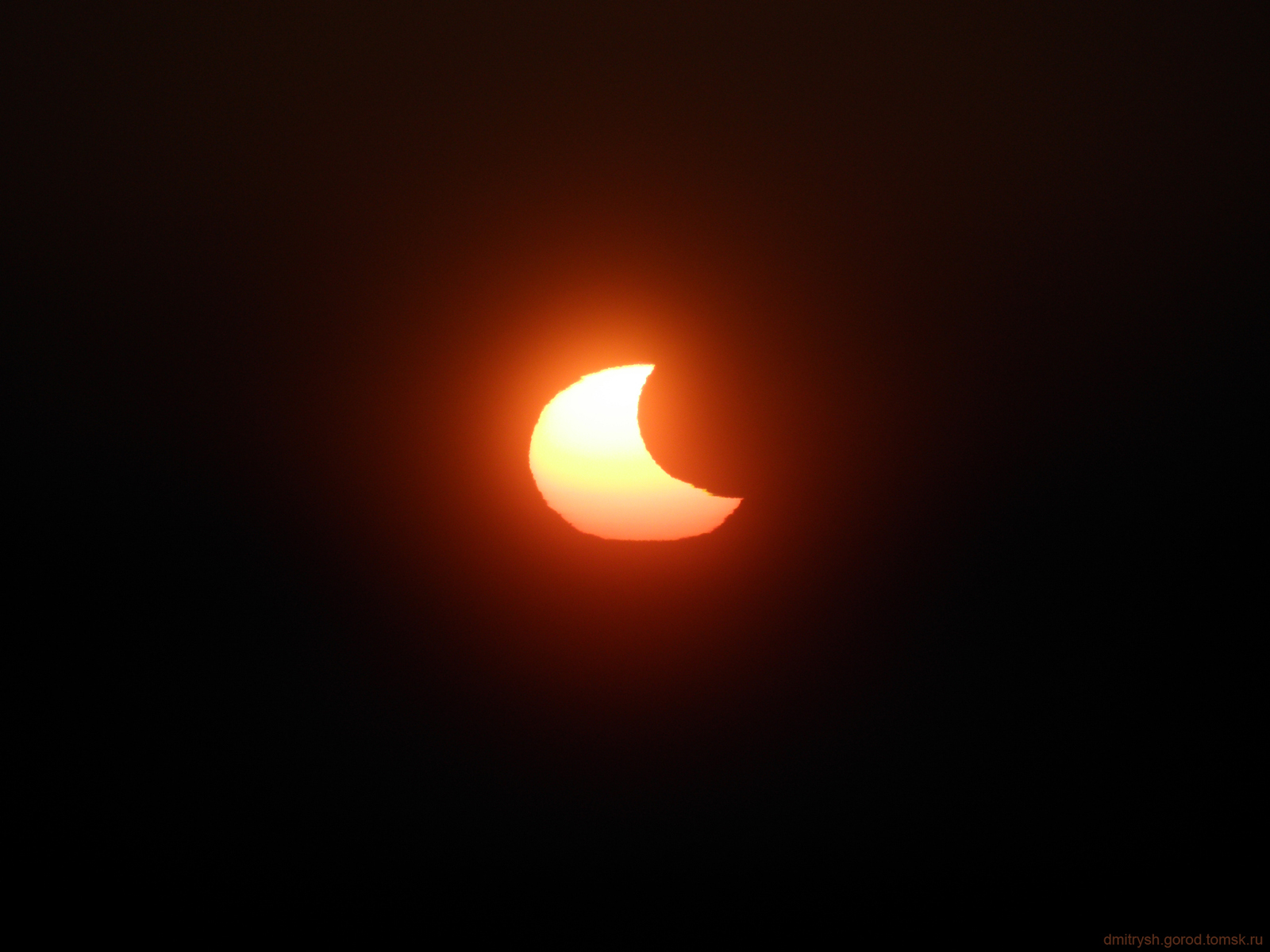
Z Tomsku v Rusku v 9:50 UTC
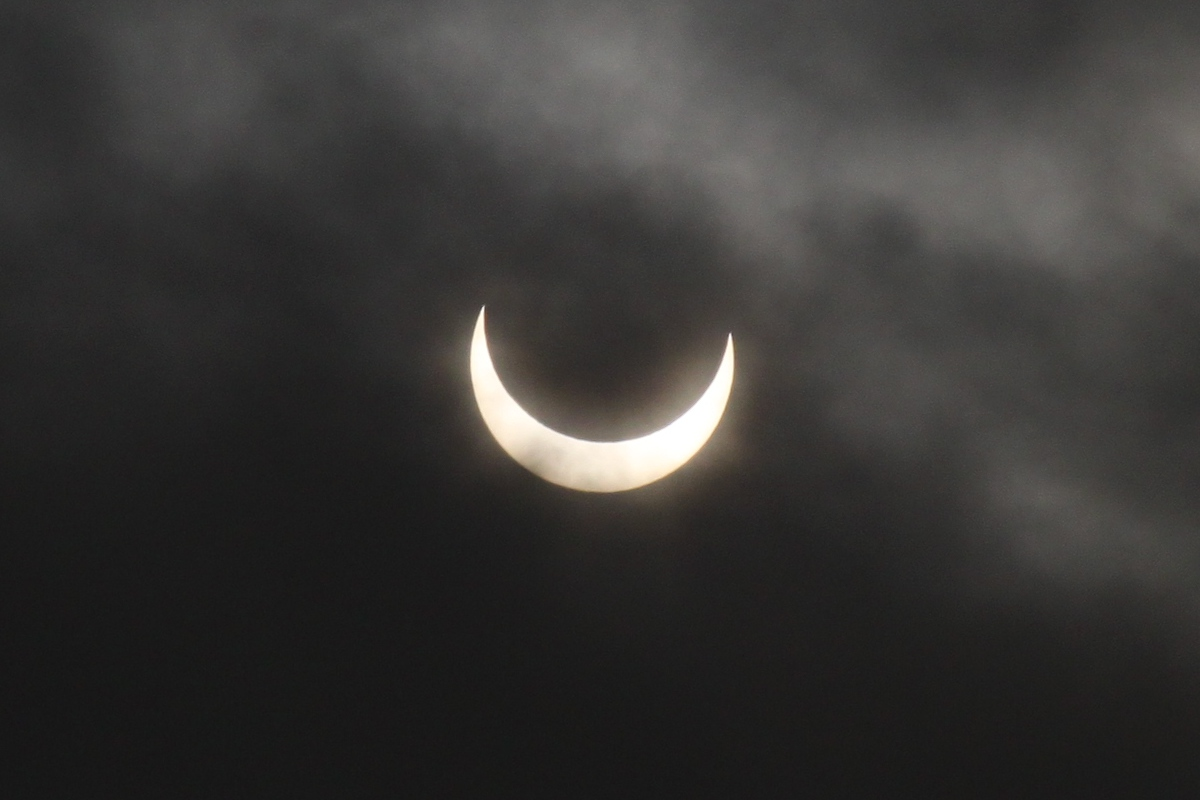
Z Marki v Polsku v 8:33 UTC
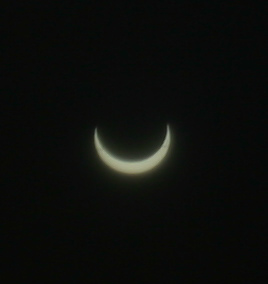
Ze Stockholmu ve Švédsku v 8:36 UTC
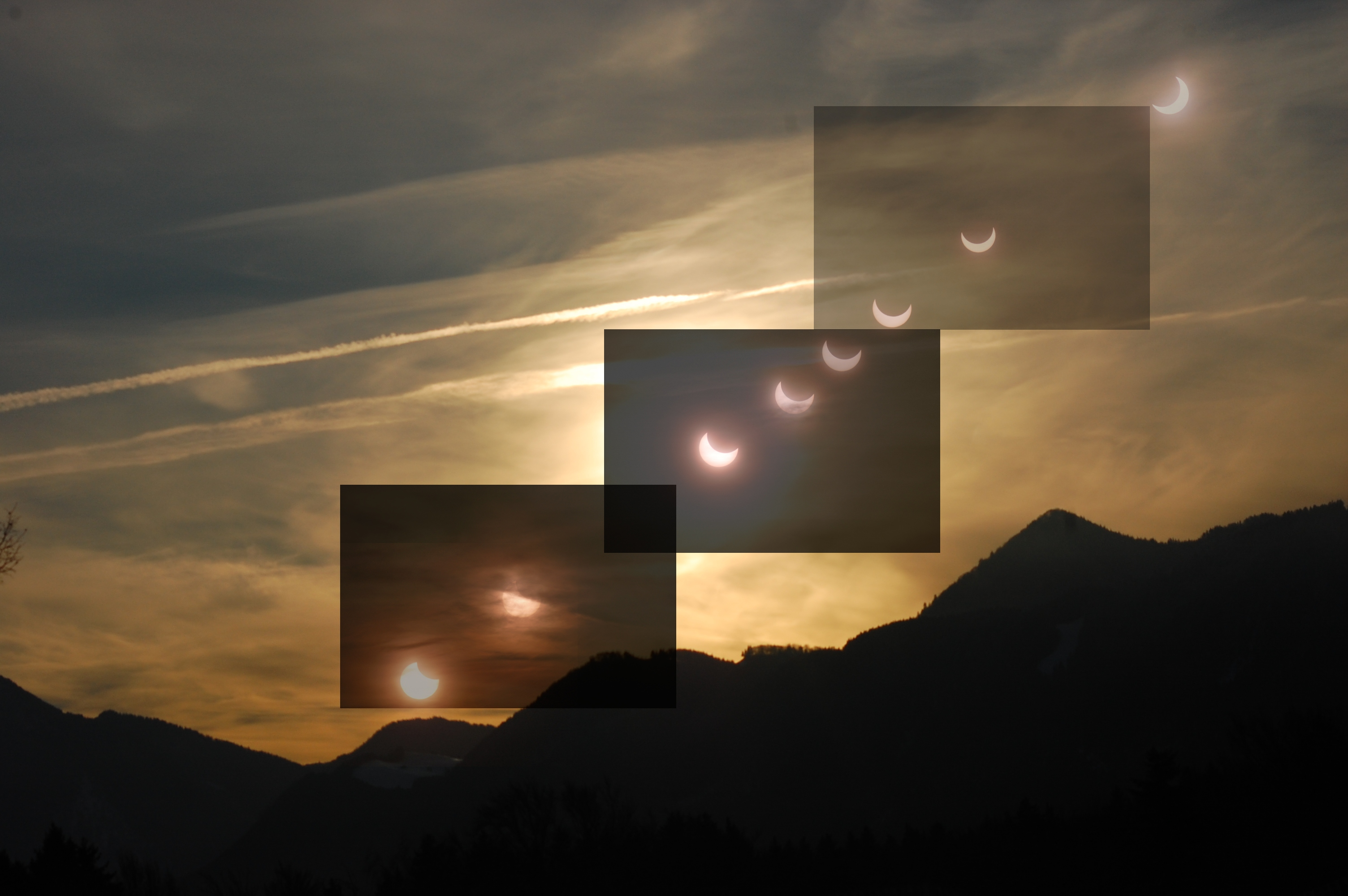
Složený snímek z Hittenkirchen am Chiemsee v Německu